# アヤコレ!
アヤコレ!（あやこれ!）は、北海道テレビ放送（HTB）が製作放送していた番組宣伝のミニ番組である。2011年1月12日に放送開始し、2014年3月31日に放送終了した。後番組は『アナちゃん』。
ここでは、2013年9月1日から放送されていた姉妹番組『ひよコレ!』についても詳述する。

## 概要
HTBアナウンサーの石沢綾子がおすすめ番組を紹介する番組。通常5～6分間の枠で放送されているが、本人による番組紹介は45秒で、その後に番宣CMが流れるという構成である。

### ひよコレ!
2013年9月1日から放送されていた当番組の姉妹番組。同年に入社したHTBのアナウンサーである西野志海、高橋春花、室岡里美の3人が日替わりで登場し、自身のことやおすすめ番組の紹介を行う。現在は放送を終了している。

## 放送時間
2013年9月現在、以下の時間帯で「アヤコレ!」及び「ひよコレ!」のどちらかが放送されていた。ただし特番により放送時間が繰り下がる場合がある。
- 月曜・水曜・木曜・金曜：19:54 - 20:00（JST。以下同）
- 土曜：23:06 - 23:11
- 日曜：11:45 - 11:50、13:55 - 14:00、15:25 - 15:30、17:25 - 17:30、23:10 - 23:15